# (11063) Poynting
(11063) Poynting est un astéroïde de la ceinture principale.

## Description
(11063) Poynting est un astéroïde de la ceinture principale. Il fut découvert le 2 novembre 1991 à La Silla par Eric Walter Elst. Il présente une orbite caractérisée par un demi-grand axe de 2,66 UA, une excentricité de 0,25 et une inclinaison de 8,6° par rapport à l'écliptique.

## Compléments